# Margaret de Burgh
Margaret de Burgh (genannt Megotta; * zwischen 1222 und 1225; † November 1237) war eine englische Adlige. Als Nichte des kinderlosen schottischen Königs war sie bis zu ihrem frühen Tod eine mögliche Thronerbin.

## Herkunft
Margaret de Burgh war das einzige Kind aus der Ehe von Hubert de Burgh, 1. Earl of Kent, und seiner dritten Frau Margarete von Schottland. Ihr Vater diente ab 1215 als Justiciar und damit als leitender Minister der englischen Könige. Ihre Mutter war die älteste Tochter des schottischen Königs Wilhelm I. und lebte seit 1209 am englischen Hof. Im Oktober 1221 wurde sie mit dem einflussreichen Hubert de Burgh verheiratet. Da de Burgh nur dem Ritterstand entstammte, bedeutete die Heirat mit einer Tochter des schottischen Königs für ihn einen erheblichen sozialen Aufstieg.

## Heimliche Verlobung während des Sturz ihres Vaters
Margaret wurde nach ihrer Mutter benannt, doch zur Unterscheidung wurde sie oft mit dem Kosenamen Megotta bezeichnet. Ihr Vater wurde 1227 zum Earl of Kent erhoben, doch 1232 verlor er das Vertrauen von König Heinrich III. und wurde gestürzt. Während der Wirren des Sturzes floh Margarete von Schottland zusammen mit ihrer Tochter und dem etwa zehnjährigen Richard de Clare, einem Mündel ihres Mannes, in das Kirchenasyl der Abtei Bury St. Edmunds. Dort verheiratete oder zumindest verlobte sie die junge Margaret mit Richard de Clare, um die Zukunft ihrer Tochter abzusichern. Nachdem sie das Kirchenasyl wieder verlassen konnten, wuchs Margaret weiterhin bei ihrer Mutter auf, während der junge Richard de Clare, der Erbe des reichen Earldoms Gloucester, zunächst im Haushalt von Bischof Peter des Roches und dann am Königshof aufwuchs.

## Mögliche Thronanwärterin in Schottland und Aufdeckung der Verlobung
Die Ehe von Margarets Onkel, dem schottischen König Alexander II., war 1236 nach fünfzehn Jahren immer noch kinderlos geblieben. Da der König keine Brüder hatte und die Erbfolge ungeregelt war, wäre im Fall seines Todes auch die Thronfolge ungeklärt gewesen. Sein nächster männlicher Verwandter war sein junger Cousin John of Huntingdon, der allerdings nur geringe Bindungen an Schottland hatte, da er als Magnat in England lebte. Deshalb war auch Margarete, die älteste Schwester des Königs, eine mögliche Thronerbin. Ob die schottischen Magnaten allerdings ihren englischen Ehemann Hubert de Burgh als König akzeptiert hätten, ist völlig ungewiss. Da die beiden anderen Schwestern des Königs ebenfalls kinderlos waren, wäre auch eine Thronfolge der jüngeren Margaret in Frage gekommen. Obwohl weder Margaret noch ihre Mutter offiziell als Thronanwärter galten, beschäftigte das Problem der Thronfolge mit Sicherheit den schottischen König. Es war sicher kein Zufall, dass der englische König Heinrich III. nach einem Treffen mit dem schottischen König im September 1236 Margarete von Schottland und ihre Tochter im Oktober 1236 an seinen Hof rief. Vermutlich bei dieser Gelegenheit erfuhr der englische König von der heimlichen Heirat von Margaret und Richard de Clare. Obwohl es angesichts ihrer Jugend sehr unwahrscheinlich ist, dass zwischen Margaret und Richard ein sexuelles Verhältnis bestanden hatte, erklärte Hubert de Burgh, dass für seine Tochter kein anderer Mann mehr in Frage käme. Heinrich III. war über diese Enthüllung sehr erzürnt, da er selbst geplant hatte, den jungen Richard de Clare zu verheiraten. Auch die Heirat der jungen Margaret hatte erhebliche politische Bedeutung. Hubert de Burgh beteuerte, dass er selbst bislang nichts von der heimlichen Heirat seiner Tochter gewusst hatte, doch das Verhältnis zwischen dem König und seinem ehemaligen Minister blieb bis 1239 stark belastet. Im Juni 1237 starb John of Huntingdon, so dass eine Thronfolge von Margaret oder ihrer Mutter im Falle des Todes des schottischen Königs noch wahrscheinlicher wurde. Mit dem Tod der jungen Margaret nur wenige Monate später wurde dies aber gegenstandslos. Richard de Clare heiratete bereits im Januar 1238 Maud de Lacy, während der schottische König mit seiner zweiten Frau 1241 einen Erben bekam.